# Homer the Great
«Homer the Great» llamado «Homer el Grande» en España y «Homero el Grande» en Latinoamérica, es el duodécimo episodio de la sexta temporada de la serie animada Los Simpson, emitido originalmente en la cadena Fox en los Estados Unidos el 8 de enero de 1995. En él, Homer Simpson descubre que Lenny y Carl son miembros de la antigua sociedad secreta conocida como los «Stonecutters» («canteros» en la versión española y «magios» en la hispanoamericana). Tras obtener la membresía gracias al abuelo Simpson, Homer disfruta de los privilegios y reuniones de la sociedad. Por desgracia, durante una cena destruye el «pergamino sagrado de los Stonecutters» y es expulsado, hasta que se descubre que él es «el elegido» que llevará los Stonecutters a la gloria.
El episodio fue escrito por John Swartzwelder y dirigido por Jim Reardon. Patrick Stewart, como «número 1», el líder de los Stonecutters, fue la estrella invitada. La trama incluye numerosas referencias a la masonería y películas como Raiders of the Lost Ark y El último emperador. Desde su emisión, el episodio ha recibido muchas críticas positivas de aficionados y críticos de televisión y ha sido considerado «uno de los mejores episodios de la serie» por Warren Martyn y Adrian Wood en su libro, I Can't Believe It's a Bigger and Better Updated Unofficial Simpsons Guide. La canción "We Do", que interpretan los Stonecutters en sus reuniones, fue nominada para un Premio Primetime Emmy en la categoría de mejor música y letra.

## Sinopsis
Homer Simpson descubre que Lenny y Carl disfrutan de privilegios inexplicables en la Planta Nuclear, como sillones vibradores y excelentes lugares de estacionamiento. Luego de investigar y de perseguirlos en su auto, descubre que son parte de una antigua sociedad secreta, conocida como los Stonecutters (Magios en Hispanoamérica y Canteros en España). Cuando trata de unirse a la sociedad, Lenny le explica que debe ser hijo de un Stonecutter o salvarle la vida a uno de ellos. Cuando habla de la sociedad en la cena, el Abuelo revela ser miembro, por lo que Homer es admitido como miembro de los Stonecutters bajo el número 908.
Tras unirse a los Stonecutters, Homer disfruta de los beneficios y privilegios de ser miembro, como una carretera escondida evadiendo el tráfico para ir al trabajo y animadas reuniones en la logia del grupo. Desafortunadamente, durante una cena con costillas de cerdo junto a sus compañeros, Homer decide usar el Pergamino Sagrado de la sociedad como servilleta, ensuciándolo y destruyéndolo. Como consecuencia, es expulsado de la sociedad y obligado a caminar desnudo amarrado a «la piedra de la vergüenza». Antes de irse, se descubre que Homer tiene en su cuerpo una marca de nacimiento con la misma forma del emblema de los Stonecutters, la cual lo identifica como «El Elegido», quien, según estaba predicho, llevaría a los Stonecutters hacia la victoria. 
Homer es servido a cuerpo de rey por sus Stonecutters, quienes lo idolatran. Aunque al principio  le agrada recibir todo tipo de atenciones, termina sintiéndose insatisfecho y le pide consejos a Lisa. La niña le sugiere usar su poder e influencia para realizar obras comunitarias en la ciudad. Homer hace caso del consejo y los Stonecutters comienzan a realizar toda clase de acciones de caridad y beneficencia para la comunidad. Sin embargo, luego de fundar una guardería, los Stonecutters manifiestan rechazo hacia Homer. Finalmente, deciden deshacerse de él, dejando de ser Stonecutters y creando una nueva sociedad, los No-Homers. Como es de esperar, Homer no es aceptado en la sociedad. 
Homer se siente muy triste al abandonar su club secreto, pero Marge lo consuela diciéndole que forma parte de un club muy exclusivo: la familia Simpson, la cual tiene sólo cinco miembros. La familia decide que para aceptarlo como miembro deben pegarle nalgadas con unas tablas de madera, tal como hacían los Stonecutters en el ritual para aceptarlo. Homer gimotea mientras es golpeado y exclama: «¡Espero que el club lo valga!».

## Personajes

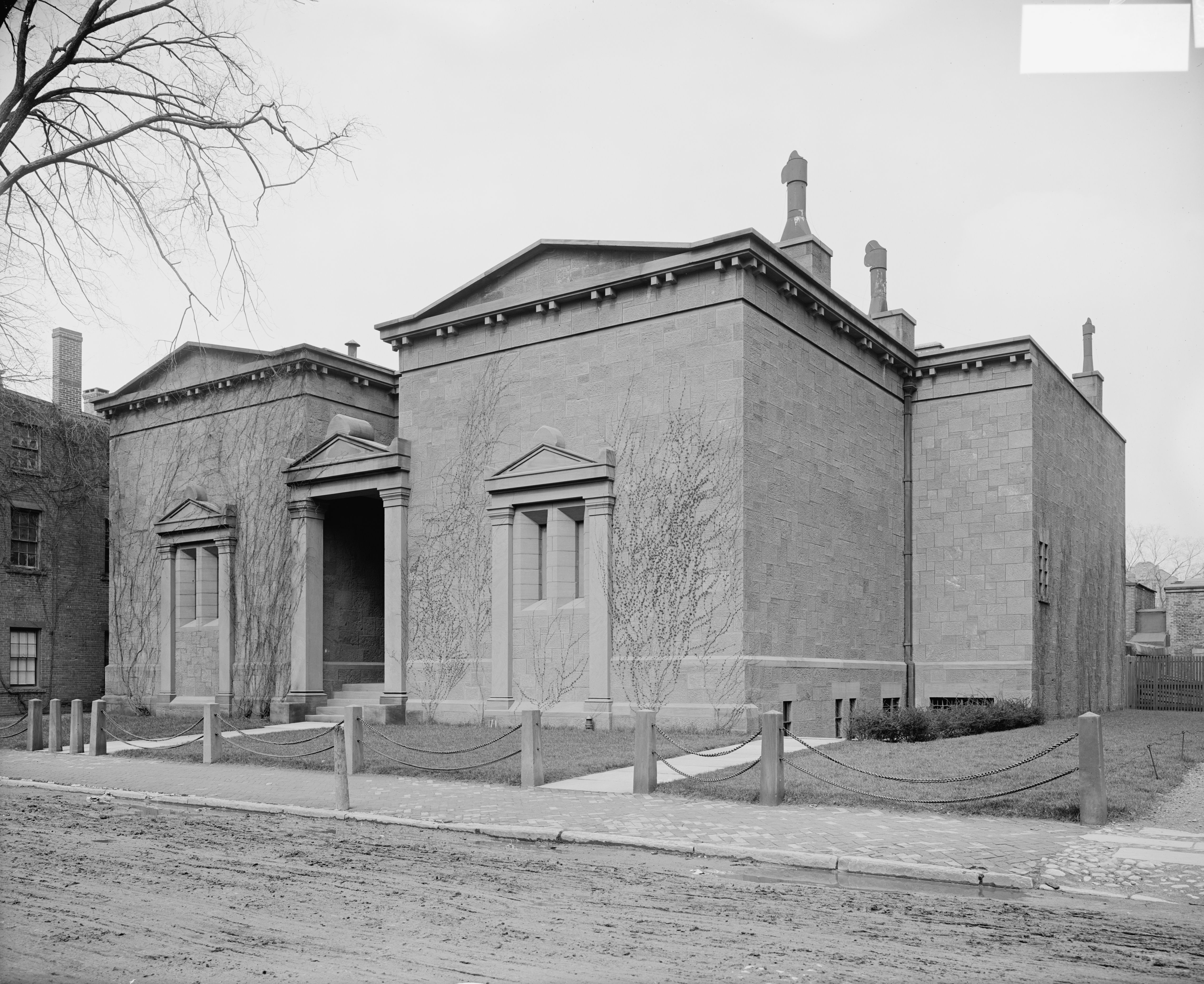
Tumba de los Skull & Bones, sociedad secreta estadounidense que sirvió como inspiración para los Stonecutters.

Muchos de los personajes habituales en la serie son miembros de los Stonecutters, donde tienen un número que indica su posición dentro de la logia:
- Número Uno (n.° 1)
- Homer Simpson (n.° 908)
- Lenny Leonard (n.° 12)
- Carl Carlson (n.° 14)
- Abraham Simpson (n.° 38)
- Dewey Largo (n.° 57)
- Seymour Skinner (n.° 62)
- Julius Hibbert (n° 86)
- Montgomery Burns (n° 29)
- Waylon Smithers (n.° 384)
- Herman (n.° 124)
- Clancy Wiggum (n.° 156)
- Moe Szyslak (n.° 194)
- Krusty el Payaso (n.° 242)
- Sideshow Mel (n.° 287)
- Kirk Van Houten (n.° 362)
- Kent Brockman (n.° 434)
- Joe Quimby (n.° 456)
- Willie (n.° 530)
- Jasper Beardley
- Barney Gumble (n.° 712)
- Scott Christian (n.° 259)

En la escena del canto de "We Do", se puede ver también a un alienígena del tipo «hombrecillo verde» (n.° 846) y a Steve Guttenberg (n.° 589). Otros personajes, como Adolf Hitler (n.° 666) y un hombre disfrazado como un huevo (n.° 893), también pertenecen a la sociedad secreta.

## Producción

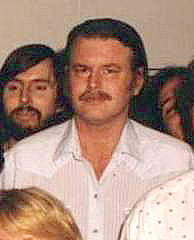
John Swartzwelder, guionista del episodio.

Aunque "Homer the Great" fue escrito por John Swartzwelder, la historia fue sugerida por el productor ejecutivo David Mirkin. Mirkin no disponía de suficiente tiempo para escribir el episodio y pidió a Swartzwelder que escribiera el guion. Mirkin tuvo la idea mientras conducía en casa temprano por la mañana y escuchó a un canal de radio religioso donde hablaban de la masonería. Mirkin decidió que sería un gran episodio, donde todo el mundo en Springfield fuera miembro de una sociedad masónica, pero no Homer, que se sentiría rechazado.
La canción "We Do" no fue incluida en el guion original y fue sugerida por Matt Groening, creador de la serie. Fue escrita por el equipo de guionistas habituales. Descrita como «uno de los mejores números musicales de la serie» por Colin Jacobson en DVD Movie Guide, más tarde se incluyó en el episodio musical "All Singing, All Dancing".
El invitado del episodio fue el actor británico Patrick Stewart, que interpretó el papel de «número uno». Stewart afirmó: «creo que mi aparición en Los Simpson y una aparición que hice en Sesame Street —elogiando la letra b— fueron, tal vez, los dos pequeños trabajos más distinguidos que he hecho en los Estados Unidos». Mirkin afirmó que Patrick Stewart es «una de las mejores estrellas invitadas» porque «estaba muy comprometido con el personaje».

## Referencias culturales

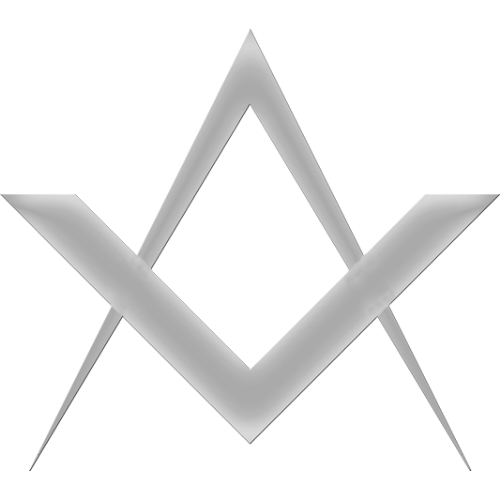
La escuadra y el compás, símbolo de la masonería.
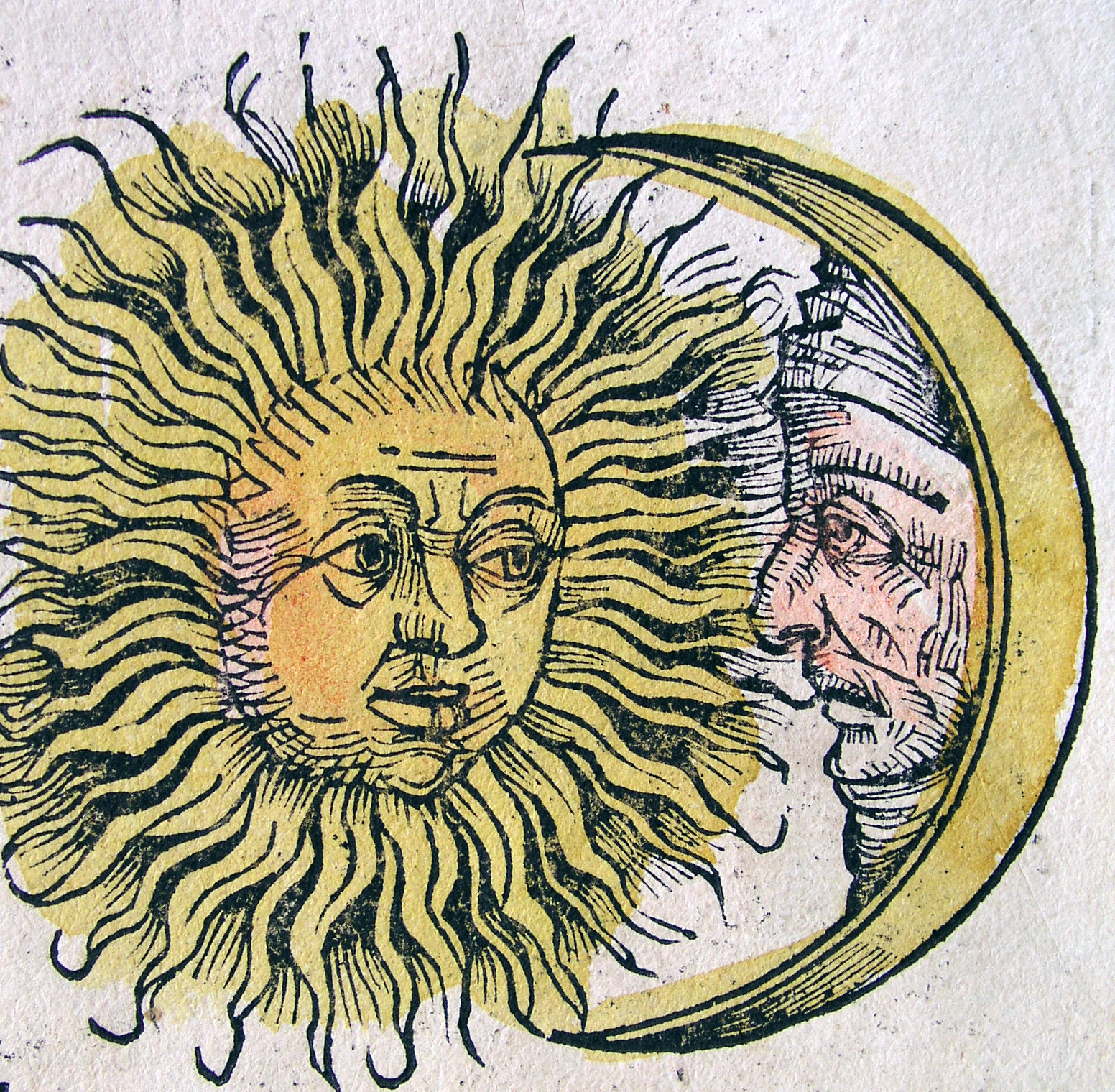
El sol y la luna, símbolo de muchas logias.
El Ojo de la Providencia.
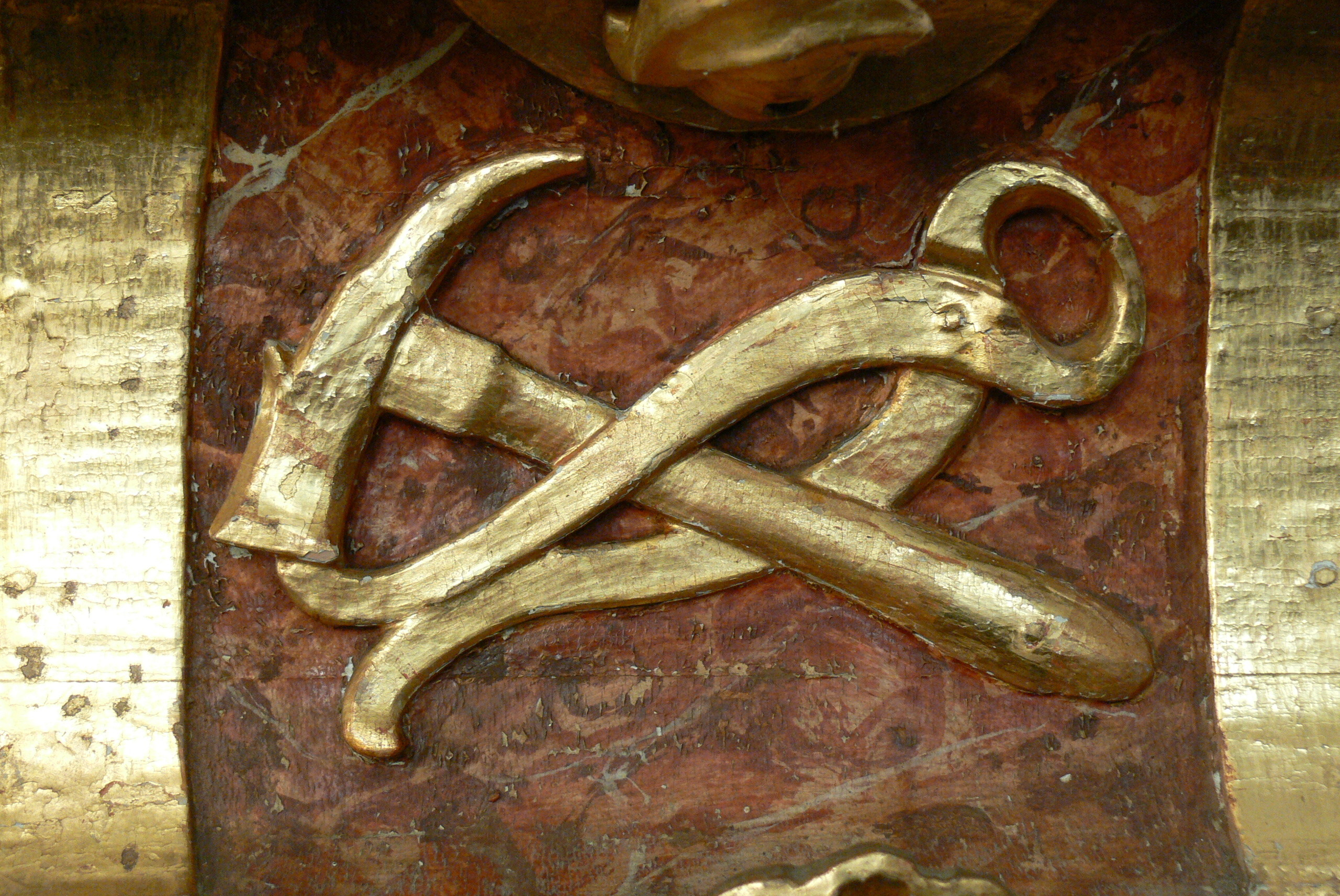
Martillo y tenazas, habituales instrumentos de la pasión de Jesucristo.

## Recepción

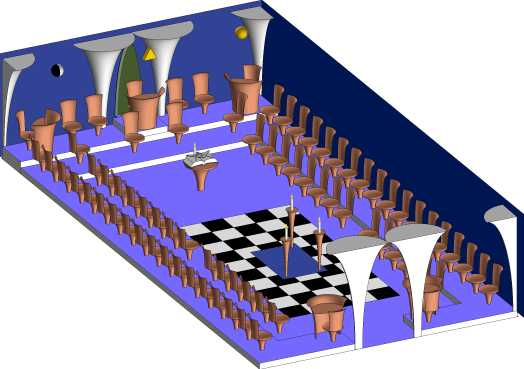
Representación virtual de un templo masónico, muy similar al usado por los Stonecutters en el episodio.